# María Ruiz López
María Ruiz López (ur. 7 lipca 1982) – hiszpańska adwokat, działaczka kulturalna i gospodarcza, promotorka współpracy polsko-hiszpańskiej, ekspert międzynarodowego prawa gospodarczego i prawa nieruchomości.

## Życiorys
Ukończyła studia prawa na Uniwersytecie Deusto w Bilbao i prawnicze studia podyplomowe na Uniwersytecie Warszawskim. Jest członkiem Okręgowej Izby Adwokackiej w Warszawie od 2005 roku i  wiceprzewodniczącą Koła Prawników Zagranicznych. W latach 2008-2020 była wiceprezesem Polsko-Hiszpańskiej Izby Gospodarczej i członkiem Rady Konsultacyjnej tej Izby. Jest mediatorem gospodarczym w Centrum Mediacji przy Naczelnej Radzie Adwokackiej i mediatorem w Międzynarodowym Centrum Mediacji Izb Handlowych. Zajmowała kierownicze stanowiska w międzynarodowych kancelariach prawnych, doradzając zarządom największych firm w Polsce i Hiszpanii. Była jednym z założycieli Polsko-Latynoamerykańskiej Rady Biznesu przy Krajowej Izbie Gospodarczej. Doradzała również zagranicznym spółkom w trakcie procesu inwestycyjnego. 

## Kariera artystyczna (film i balet)
Równolegle z karierą prawniczą jest zaangażowana w wielorakie produkcje artystyczne.
Ukończyła Konserwatorium Muzyki i Tańca w San Sebastian w specjalności tańca baletowego. Była stypendystką autonomicznego Kraju Basków dla najbardziej utalentowanych artystów. W latach 1997-1999 studiowała w University of North Carolina School of the Arts (USA). Występowała w teatrach w Hiszpanii i za granicą.
W 2025 roku zadebiutowała jako aktorka filmowa w roli Carmen w filmie Juliusza Machulskiego „Vinci 2”.
Jako członek Rady Fundacji Magdaleny Abakanowicz w latach 2020-2021, doprowadziła do powrotu do Polski setek prac tej znanej polskiej artystki.

## Nagrody i odznaczenia
Za wybitne zasługi w rozwoju polsko-hiszpańskiej współpracy gospodarczej i kulturalnej została odznaczona hiszpańskim Krzyżem Orderu Zasługi Cywilnej (2015) oraz Krzyżem Oficerskim Orderu Zasługi Rzeczypospolitej Polskiej (2018). Otrzymała również Odznakę Honorową za Zasługi dla Rozwoju Gospodarki Rzeczypospolitej Polskiej (2015) oraz Złotą Odznakę Krajowej Izby Gospodarczej za wkład w rozwój polskiego biznesu.

## Życie prywatne
Jest zamężna, ma dwoje dzieci.